# Pito gallego
El pito gallego es una flauta gallega con pico o bisel. Originalmente era utilizado por los pastores como instrumento de pasatiempo, por lo que también también se conoce como pito pastoril .

## Características
Los pitos gallegos son flautas rectas con bisel. Antiguamente se construían con navajas o hierros candentes, en madera de saúco, caña o cuerno de cabra. Poseían un número variable de agujeros y una digitación similar a la de la gaita, lo que hacía que fueran utilizados como introducción a la música por parte de nuevos gaiteros. A pesar de ello, los pitos eran principalmente instrumentos de los pastores, las primeras referencias a este instumento se ubican en el medioevo y se lo asocian con ellos. En aquella época se introdujeron en la música culta con los nombres de fístula vulgar y tibia ruralis, en referencia a su origen popular. 
Durante el siglo XVII, según los escritos de Fray Martín Sarmiento, los pitos se utilizaban para celebrar veladas y romerías. Existen referencias que indican que en el siglo XIX Canuto Berea los vendía en su tienda de música de La Coruña. A mediados del siglo XX, cuando el instrumento estaba a punto de desaparecer, fue recuperado por artesanos como Paulino Pérez de Lugo y Basilio Carril de Santiago de Compostela. Este último grabó un vinilo en 1971, “Pitos Gallegos ”, en el que interpretó por primera vez cuatro piezas con el pito como instrumento solista.
En la década de 1980, el artesano y lutier Antón Corral, siguiendo el modelo de Carril, retomó su construcción, fabricando pitos en la tonalidad de "re". Esta importante variación permitió que se pudieran utilizar con otros instrumentos populares como la zanfona, las requintas y algunas gaitas. Sus alumnos de lutería alcanzarían posteriormente otras tonalidades como sol, si bemol o la, ampliando aún más las posibilidades interpretativas. Hoy en día los pitos alcanzan las dos octavas cromáticas y son realizados por constructores profesionales en maderas como el boj, el granadillo o el palisandro. 